# غزل غزل‌ها (فیلم ۱۹۳۳)
غزل غزل‌ها (انگلیسی: The Song of Songs) فیلمی در ژانر درام و رمانتیک به کارگردانی روبن مامولیان است که در سال ۱۹۳۳ منتشر شد.

## بازیگران
- مارلنه دیتریش
- برایان اهرن
- لیونل اتویل
- ریچارد بنت
- فلورنس رابرتس
- مورگان والاس
- هاردی آلبرایت